# Panzerwurfmine (Lang)
Die Panzerwurfmine (Lang) war ein Panzernahbekämpfungsmittel der Wehrmacht, das im Zweiten Weltkrieg eingesetzt wurde. Sie erinnerte in Aufbau und Einsatzweise an eine Stielhandgranate, trug aber eine Hohlladung zur Panzerbekämpfung an der Spitze und besaß Flügel zur Stabilisierung ihrer Flugbahn nach dem Wurf.

## Aufbau und Funktionsweise

Zeichnung der Panzerwurfmine in Flug- und Transportkonfiguration sowie als Schnittzeichnung

### Aufbau
Die Wurfmine war 53,3 cm lang und wog 1,36 kg. An der Spitze befand sich ein Hohlladungsgefechtskopf, der dem einer Panzerfaust ähnelte: Die Spitze des Gefechtskopfs war hohl, gefolgt von einem konischen Stahleinsatz, hinter dem die Hauptladung positioniert war. Der Gefechtskopf saß auf einem hohlen, hölzernen Griffstück, das ebenfalls mit Sprengstoff gefüllt war. Ihm folgte das Bodenstück mit Zünder und Sicherung. Um das Bodenstück war ein Stoffstreifen gewickelt, der mit dem Sicherungsstift im Zünder verbunden war. An der Außenseite der Waffe waren vier Federstahlrippen montiert, die sich, sobald die Waffe geworfen wurde, ausklappten und dabei vier Stoffflügel entfalteten, die die Flugbahn der Waffe stabilisierten.

### Funktionsweise
Der Werfer umfasste die Waffe kurz über der Verschlusskappe und hielt so die Flügel durch Körperkraft in gefalteter Position fest. Er entfernte die Kappe, holte aus und warf die Mine. Beim Verlassen der Hand entfalteten die Federstahlrippen die Flügel. Einer der Flügel war an der äußersten Spitze seiner Federstahlrippe mit einem Haltestift verbunden, der die Stoffumwicklung des Sicherungsstifts festhielt. Der beim Entfalten der Flügel herausgerissene Haltestift gab die Stoffbahn nun frei und sie wickelte sich durch den Luftzug beim Flug der Waffe nach hinten ab. Der leichtgängige Sicherungsstift wurde nun durch die Stoffbahn mit ihrem höheren Luftwiderstand gegenüber der übrigen Waffe verlangsamt und nach hinten aus dem Zünder gezogen. Der fehlende Sicherungsstift gab zwei Stahlkugeln frei, die zuvor den Schlagbolzen blockiert hatten. Beim Aufschlag wurde die Waffe abgebremst, die Trägheit ließ den Schlagbolzen nach vorn schnellen und eine Stahlfeder, die als letzte Sicherung fungierte, zusammendrücken. Der Bolzen traf das Zündplättchen, das die Anzündladung auslöste, welche die Explosion durch den Griff der Waffe hindurch in den Hohlladungsgefechtskopf leitete.
Der vom Gefechtskopf erzeugte Stachel aus kaltverformtem Metall schoss dann, sofern die Waffe im richtigen Winkel auf das Ziel aufschlug, durch bis zu 15 cm RHA-Panzerstahl.

## Modifikationen
Die Panzerwurfmine „Kurz“ besaß keine Stabilisierungsflügel, sondern wurde durch einfache Stoffstreifen im Flug stabilisiert, die am hinteren Ende befestigt waren.